# Aarish Kumar
Aarish Kumar (* 19. Mai 1999 in Singapur), mit vollständigen Namen C. Aarish Kumar, ist ein singapurischer Fußballspieler.

## Karriere
Aarish Kumar erlernte das Fußballspielen in der Jugendmannschaft des Erstligisten Hougang United. Hier stand er auch 2018 unter Vertrag. 2019 wechselte er zum Warriors FC. Der Verein spielte in der ersten Liga, der Singapore Premier League. Für die Warriors stand er zweimal in der ersten Liga auf dem Spielfeld. 2020 unterschrieb er einen Vertrag bei Balestier Khalsa. Hier bestritt er 28 Erstligaspiele. Nach der Saison 2022 wurde sein Vertrag nicht verlängert.